# Chamoyada

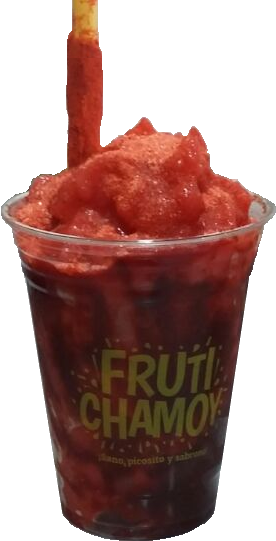
Chamoyada de fresa hecha base de fresa natural.

La chamoyada es una bebida mexicana refrescante y de consistencia suave, su sabor es agridulce y algo picante. El término deriva de la palabra chamoy, un tipo de salsa elaborada con frutas de temporada. Es la combinación de pulpa estilo chamoy con hielo y trozos de fruta de preferencia.

## Características

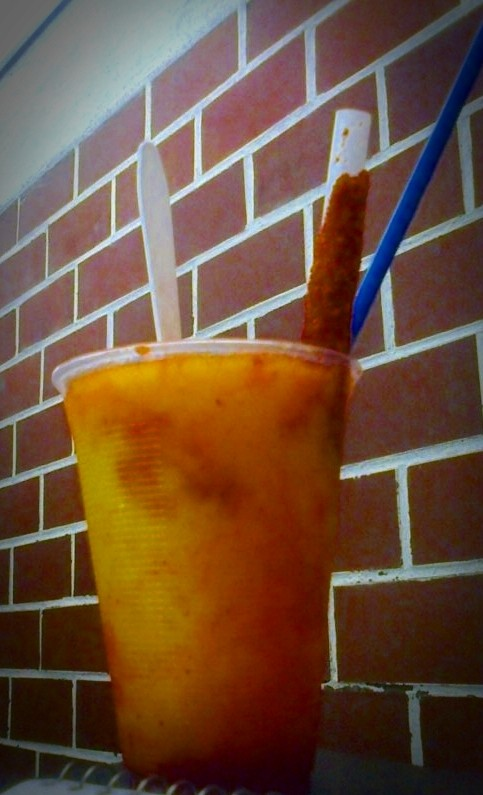
Chamoyada

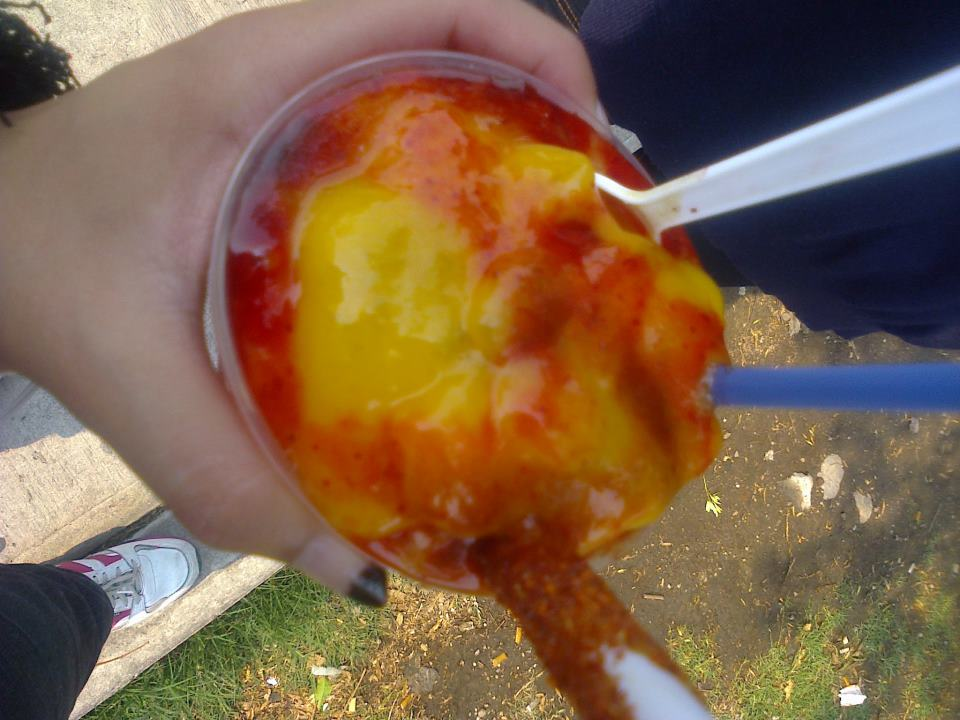
Chamoyada de mango con polvo de tamarindo

Bebida refrescante, hecha con hielo, chamoy y fruta natural. A diferencia del conocido smoothie, no contiene ningún producto lácteo pero si un toque de chile piquín en polvo y chamoy.

## Cualidades
Su refrescante sabor es una distinción de las chamoyadas, que lo hace ideal para cualquier temporada del año, aunque en México se consume en mayor proporción con el fin de mitigar el calor en días soleados.[cita requerida]

## Ingredientes
- Hielo molido
- Fruta natural
- Azúcar
- Chamoy
- Chile acidulado en polvo
- Jugo de limón
- Banderilla de tamarindo (opcional)
- Sal (opcional)

Para los diferentes sabores de chamoyadas se pueden utilizar frutas como: mango, guayaba, tamarindo, piña y fresa.[cita requerida]

## Preparación
Colocar en una licuadora el hielo molido junto con los trozos de fruta natural y el azúcar, se licúan los ingredientes hasta que se disuelvan y se integren.
Una vez que tenemos la mezcla se debe escarchar un vaso con chamoy y chile piquín en polvo, se añade un poco más de chamoy y se vierte en el vaso la mezcla que tenemos en la licuadora; posteriormente como toque final ponemos más salsa de chamoy sobre nuestra mezcla y polvo de chile piquín o derivados (polvo de tamarindo, mango, sal y limón, etc.) opcionalmente podemos poner una banderilla de tamarindo.